# Picromomys petersonorum
Picromomys petersonorum és una espècie extinta de primat de la família dels picromòmids que visqué a Nord-amèrica durant l'Eocè, fa entre 50,5 i 54,9 milions d'anys. Se n'han trobat restes fòssils a la formació de Willwood (Wyoming, Estats Units). Es tracta de l'única espècie del gènere Picromomys. Era un plesiadapiforme diminut, més petit que qualsevol primat vivent, amb un pes estimat de 10 g. Es devia nodrir de larves, nèctar i resines. El nom genèric Picromomys significa ‘Omomys amarg’, mentre que el nom específic petersonorum li fou assignat en honor de Ted i LaDean Peterson, amics i col·laboradors dels descriptors de l'espècie.